# Строительная Слобода
Строительная Слобода — деревня в Клетнянском районе Брянской области в составе Акуличского сельского поселения.

## География
Находится в северо-западной части Брянской области на расстоянии приблизительно 23 км на юг по прямой от районного центра поселка Клетня.

## История
Бывшее владение Брянского Спасо-Поликарпова монастыря. В XX веке работал колхоз «Социалистический труд» (позднее одноименный СХПК). В 1866 году здесь было учтено 57 дворов. На карте 1941 года отмечена как поселение с 311 дворами.

## Население
Численность населения: 519 человек (1866 год), 1308 (1926), 286 (русские 99 %) в 2002 году, 232 в 2010.